# ヘンリック (デンマーク王子)
ヘンリック（Henrik、2009年5月4日 - ）は、デンマーク女王マルグレーテ2世の次男であるヨアキム王子の第3子かつ3男。母は、ヨアキム王子の2度目の妃であるマリー・カヴァリエ。名前は祖父である王配ヘンリックに因む。ニコライ王子とフェリックス王子は異母兄にあたる。
王位継承順位は8番目。
2022年9月28日、デンマーク王室は「ヨアキム王子の子孫は2023年1月1日以降、モンペザ伯爵（Count of Monpezat）およびモンペザ女伯爵（Countess of Monpezat）の称号のみ使用を許され、デンマーク王子および王女の称号はなくなる」として、ヨアキムの4人の子（ヘンリックを含む）から王子、王女の称号を剥奪することを発表した。